# Шмель-кукушка полевой
Шмель-кукушка полевой (Bombus campestris) — вид шмелей-кукушек из семейства настоящих пчёл. Палеарктика.

## Описание
Длина тела самцов около 15 мм; длина тела самок около 18 мм. Хоботок короткий. На последней паре ног отсутствует типичный для шмелей аппарат для сбора пыльцы, который необходим, чтобы прокормить личинок. Клептопаразит у Bombus pascuorum, Bombus humilis, Bombus pratorum и других видов. Собственных гнёзд не строит, яйца и личинки развиваются в гнёздах других видов шмелей. Занесён в Красную книгу города Москвы.